# Andreas Galle
Andreas Wilhelm Gottfried Galle (* 22. Juni 1858 in Breslau; † 8. Mai 1943 in Potsdam) war ein deutscher Geodät.

## Leben
Der Vater, Johann Gottfried Galle, war ein bekannter Astronom. Andreas Galle besuchte in Breslau ab 1867 das Maria-Magdalenen-Gymnasium. Nach dem Abitur im Jahre 1877 studierte er in Göttingen, Breslau und Berlin Mathematik und Naturwissenschaften. Von 1880 bis 1883 war er Assistent  an der Sternwarte der Breslauer Universität, die sein Vater leitete. Er promovierte 1883 mit der Dissertation Zur Berechnung von Proximitäten der Asteroiden-Bahnen. 1884 begann er seine Tätigkeit beim Geodätischen Institut in Potsdam als Assistent. 1894 wurde er dort Observator. 1895 heiratete er. Der Ehe entstammte eine Tochter. Von 1900 bis 1910 lehrte Galle Geodäsie als Privatdozent an der Technischen Hochschule Charlottenburg, 1902 wurde er zum Professor und 1911 zum Abteilungsleiter beim Geodätischen Institut (G.I.) ernannt, dem er fast vierzig Jahre angehört hat. Im Jahr 1919 wurde er zum Mitglied der Leopoldina gewählt.

## Leistungen
Die astronomischen Arbeiten am G.I. leitete seit 1873 Carl Theodor Albrecht. Als sein enger Mitarbeiter nahm Galle an dessen Beobachtungen und Berechnungen teil. Doch schon bald konnte er selbstständig bei Untersuchungen von Längenunterschieden, Breitenbeobachtungen, Azimutmessungen sowie Zenitdistanzmessungen und Schwerkraftmessungen mitwirken. Polhöhenbestimmungen dienten zur Ermittlung von Schwankungen der Erdachse und mit dem Siedethermometer wurden von ihm 1894 Höhenbestimmungen im Riesengebirge durchgeführt. Die Ergebnisse dieser Arbeiten wurden in umfangreichen Abhandlungen des G.I. veröffentlicht, wie zum Beispiel: 
Die Polhöhe von Potsdam (1898) und nach aufwendigen Untersuchungen im Harz: 
Lotabweichungen im Harz und seiner weiteren Umgebung (1908) und Das Geoid im Harz (1914). Neben seinen amtlichen Beiträgen hat Galle auch zahlreiche private verfasst. Seine wissenschaftlichen Arbeitsfelder waren vielfältig. Den Kleinen Planeten widmete er 1885 bis 1890 mehrere Schriften und errechnete für sie Ephemeriden. Über Gauß und Kant veröffentlichte er in der Zeitschrift Weltall 1929 zwei Artikel, die in den Göttingen-Mitteilungen der Gauss-Gesellschaft 1969 noch einmal erschienen sind.